# Lamleuot
Lamleuot is een bestuurslaag in het regentschap Aceh Besar van de provincie Atjeh, Indonesië. Lamleuot telt 158 inwoners (volkstelling 2010).